# Circle Digital Chart
Circle Digital Chart, anteriormente conhecido como Gaon Digital Chart é a parada musical padrão da indústria da música na Coreia do Sul para singles, fornecida pela Korea Music Content Industry Association e publicada semanalmente pela Circle Chart. A parada foi lançada no início de 2010 e fornece rankings semanais, mensais e anuais, que são baseados em um agregado de downloads, streaming e música de fundo, compilado a partir de dados online fornecidos por provedores de música baseados na web Melon, Bugs, Genie, KakaoMusic, Flo, Vibe & Soribada.
Além de classificar todas as músicas, também fornece classificações separadas para lançamentos nacionais e internacionais. Começou a acompanhar as vendas em 2009, que foram publicadas em fevereiro seguinte.

## História
O Gaon Music Chart foi lançado em Fevereiro de 2010 e originalmente planejado para ser um gráfico bi-anual, quando os gráficos da Gaon foram lançados no início de 2010. Eventualmente, o gráfico não cobriu isto e foi lançado semanalmente e mensalmente como todos os outros.

## Lista de singles número um
- 2014
- 2015
- 2016
- 2017
- 2018
- 2019
- 2020
- 2021
- 2022

## Músicas com mais semanas em número um

### 11 semanas
- BTS - "Dynamite" (2020)

### 7 semanas
- Zico – "Any Song" (2020)
- Mirani, Munchman, Khundi Panda, Mushvenom feat. Justhis - "VVS" (2020)

### 6 semanas
- iKON - "Love Scenario" (2018)
- IU - "Celebrity" (2021)
- The Kid Laroi and Justin Bieber - "Stay" (2021)

### 5 semanas
- IU – "Good Day" (2010)
- PSY – "Gangnam Style" (2012)
- SSAK3 - "Beach Again" (2020)
- Brave Girls – "Rollin'" (2021)
- BTS - "Butter" (2021)
- M.O.M - Foolish Love" (2021)
- Kim Min-Seok - "Drunken Confession" (2022)

### 4 semanas
- miss A – "Bad Girl Good Girl" (2010)
- TWICE – "TT" (2016)
- EXO – "Ko Ko Bop" (2017)
- Loco e Hwasa – "Don't Give It to Me" (2018)
- Ben – "180 Degrees" (2018)
- Paul Kim – "So Long" (2019)
- Akdong Musician – "How Can I Love the Heartbreak, You're the One I Love" (2019)
- IU – "Blueming" (2019)
- IU featuring Suga – "Eight" (에잇) (2020)
- Taeyeon - "INVU" (2022)

## Artistas com mais canções em número um
| Colocação        | Primeiro lugar | Segundo lugar | Terceiro lugar      | Quarto lugar                                               | Quinto lugar        |
| ---------------- | -------------- | ------------- | ------------------- | ---------------------------------------------------------- | ------------------- |
| Artista          | IU             | Big Bang      | 2NE1, Sistar, Twice | BTS, Girls' Generation, Davichi, Huh Gak, Zion.T e Taeyeon | Park Hyo-shin, AKMU |
| Total de canções | 30             | 11            | 9                   | 8                                                          | 7                   |

## Artistas com mais semanas em número um
| Colocação        | Primeiro lugar | Segundo lugar | Terceiro lugar | Quarto lugar | Quinto lugar |
| ---------------- | -------------- | ------------- | -------------- | ------------ | ------------ |
| Artista          | IU             | BTS           | Big Bang       | Twice        | Taeyeon      |
| Total de semanas | 60             | 24            | 22             | 15           | 14           |

## Artistas com mais meses em número um
| Colocação      | Primeiro lugar | Segundo lugar | Terceiro lugar           | Quarto lugar                                          |
| -------------- | -------------- | ------------- | ------------------------ | ----------------------------------------------------- |
| Artista        | IU             | Big Bang      | Davichi, 2NE1, Psy e BTS | Blackpink, Girls' Generation, Wonder Girls e G-Dragon |
| Total de meses | 15             | 9             | 4                        | 3                                                     |

## Tabelas de fim de ano
| #  | Canção               | Artista           | Gravadora           | Pontos acumulados | Vendas anuais |
| -- | -------------------- | ----------------- | ------------------- | ----------------- | ------------- |
| 1  | "Bad Girl Good Girl" | Miss A            | JYP Entertainment   | 805,177,964       | 3,119,784     |
| 2  | "Nagging"            | IU e Seulong      | LOEN Entertainment  | 760,005,040       | 3,008,795     |
| 3  | "Sick Enough to Die" | MC Mong           | IS Entermedia Group | 667,681,012       | 2,698,185     |
| 4  | "Go Away"            | 2NE1              | YG Entertainment    | 620,931,026       | 2,444,933     |
| 5  | "Oh!"                | Girls' Generation | SM Entertainment    | 615,916,330       | 3,316,889     |
| 6  | "2 Different Tears"  | Wonder Girls      | JYP Entertainment   | 612,819,160       | 2,790,298     |
| 7  | "Still Eating Well"  | Homme             | JYP Entertainment   | 608,648,207       | 2,533,104     |
| 8  | "Then Then Then"     | Supreme Team      | Amoeba Culture      | 583,746,890       | 1,973,089     |
| 9  | "Confession"         | Hot Potato        | Daeum Entertainment | 578,141,618       | 2,331,998     |
| 10 | "Hoot"               | Girls' Generation | SM Entertainment    | 563,799,214       | 2,138,179     |

| #  | Canção               | Artista                                | Gravadora           | Pontos acumulados | Vendas anuais |
| -- | -------------------- | -------------------------------------- | ------------------- | ----------------- | ------------- |
| 1  | "Roly-Poly"          | T-ara                                  | Core Contents Media | 364,153,533       | 4,826,000     |
| 2  | "Having An Affair"   | Park Myeong-su e G-Dragon com Park Bom | MBC                 | 351,036,352       | 3,625,939     |
| 3  | "Please"             | Kim Bum-soo                            | MBC                 | 336,397,420       | 2,848,317     |
| 4  | "Lonely"             | 2NE1                                   | YG Entertainment    | 320,954,351       | 2,935,930     |
| 5  | "Don't Cry"          | Park Bom                               | YG Entertainment    | 320,214,905       | 2,512,950     |
| 6  | "Pinocchio (Danger)" | f(x)                                   | SM Entertainment    | 316,835,223       | 2,603,271     |
| 7  | "I Am the Best"      | 2NE1                                   | YG Entertainment    | 316,657,233       | 3,467,674     |
| 8  | "Tonight"            | Big Bang                               | YG Entertainment    | 315,062,421       | 2,314,355     |
| 9  | "On Rainy Day"       | Beast                                  | Cube Entertainment  | 309,357,651       | 2,588,038     |
| 10 | "Only I Didn't Know" | IU                                     | LOEN Entertainment  | 300,332,766       | 2,118,880     |

| #  | Canção                  | Artista                  | Gravadora                        | Pontos acumulados | Vendas anuais |
| -- | ----------------------- | ------------------------ | -------------------------------- | ----------------- | ------------- |
| 1  | "Gangnam Style"         | Psy                      | YG Entertainment                 | 422,421,666       | 3,842,109     |
| 2  | "Cherry Blossom Ending" | Busker Busker            | CJ E&M                           | 345,286,318       | 3,399,202     |
| 3  | "Alone"                 | Sistar                   | Starship Entertainment           | 328,241,151       | 3,203,685     |
| 4  | "Loving U"              | Sistar                   | Starship Entertainment           | 319,781,095       | 3,017,035     |
| 5  | "Fantastic Baby"        | Big Bang                 | YG Entertainment                 | 289,919,209       | 3,339,871     |
| 6  | "I Love You"            | 2NE1                     | YG Entertainment                 | 286,364,520       | 2,777,520     |
| 7  | "Lovey-Dovey"           | T-ara                    | Core Contents Media              | 273,723,497       | 3,758,864     |
| 8  | "All For You"           | Jung Eun-ji e Seo In-guk | Jellyfish & A Cube Entertainment | 269,049,917       | 2,499,273     |
| 9  | "Heaven"                | Ailee                    | YMC Entertainment                | 265,436,439       | 3,227,917     |
| 10 | "Blue"                  | Big Bang                 | YG Entertainment                 | 262,850,290       | 3,365,275     |

| #  | Canção                       | Artista           | Gravadora              | Pontos acumulados | Vendas anuais |
| -- | ---------------------------- | ----------------- | ---------------------- | ----------------- | ------------- |
| 1  | "Gentleman"                  | Psy               | YG Entertainment       | 241,561,865       | 1,604,778     |
| 2  | "Shower of Tears"            | Beachigi ft Ailee | YMC Entertainment      | 214,989,454       | 1,880,676     |
| 3  | "Gone Not Around Any Longer" | Sistar19          | Starship Entertainment | 210,610,064       | 1,723,704     |
| 4  | "Bom Bom Bom"                | Roy Kim           | CJ E&M                 | 209,513,707       | 1,490,031     |
| 5  | "Tears"                      | Leessang          | Jungle Entertainment   | 204,199,418       | 1,806,317     |
| 6  | "What's Your Name?"          | 4Minute           | Cube Entertainment     | 199,657,346       | 1,477,832     |
| 7  | "Monodrama"                  | Huh Gak           | Cube Entertainment     | 196,088,511       | 1,645,880     |
| 8  | "Turtle"                     | Davichi           | Core Contents Media    | 190,020,576       | 1,439,190     |
| 9  | "Give It to Me"              | Sistar            | Starship Entertainment | 169,597,316       | 1,486,661     |
| 10 | "Be Warmed"                  | Davichi           | Core Contents Media    | 162,985,325       | 1,316,544     |

| #  | Canção                                | Artista              | Gravadora               | Vendas anuais |
| -- | ------------------------------------- | -------------------- | ----------------------- | ------------- |
| 1  | "Some"                                | Soyou e Junggigo     | Starship Entertainment  | 2,212,895     |
| 2  | "Eyes, Nose, Lips"                    | Taeyang              | YG Entertainment        | 1,613,109     |
| 3  | "Wild Flower"                         | Park Hyo-shin        | Jellyfish Entertainment | 1,736,507     |
| 4  | "A Midsummer Night's Sweetness"       | San E e Raina        | Pledis Entertainment    | 1,537,798     |
| 5  | "The Meaning of You"                  | IU com Kim Chang-wan | LOEN Entertainment      | 1,570,757     |
| 6  | "Your Scent"                          | Gary com Jung-in     | Jungle Entertainment    | 1,346,118     |
| 7  | "Not Spring, Love or Cherry Blossoms" | IU e High4           | LOEN Entertainment      | 1,403,026     |
| 8  | "Mr. Chu (On Stage)"                  | Apink                | Cube Entertainment      | 1,290,794     |
| 9  | "200%"                                | Akdong Musician      | YG Entertainment        | 1,436,302     |
| 10 | "Friday"                              | IU com Yijeong       | LOEN Entertainment      | 1,460,219     |

| #  | Canção                    | Artista                         | Gravadora         | Vendas anuais |
| -- | ------------------------- | ------------------------------- | ----------------- | ------------- |
| 1  | "Bang Bang Bang"          | Big Bang                        | YG Entertainment  | 1,581,284     |
| 2  | "Loser"                   | Big Bang                        | YG Entertainment  | 1,505,163     |
| 3  | "Living in the Same Time" | Naul                            | CJ E&M Music      | 1,510,162     |
| 4  | "Bae Bae"                 | Big Bang                        | YG Entertainment  | 1,421,715     |
| 5  | "Eat"                     | Zion.T                          | Amoeba Culture    | 1,461,722     |
| 6  | "Shouldn't Have"          | Baek A-yeon com Young K of DAY6 | JYP Entertainment | 1,454,361     |
| 7  | "Call Me Baby"            | Exo                             | SM Entertainment  | 951,930       |
| 8  | "Wi Ing Wi Ing"           | Hyukoh                          | Cashmier Record   | 1,493,141     |
| 9  | "Sugar"                   | Maroon 5                        | Interscope        | 1,346,468     |
| 10 | "Leon"                    | IU e Park Myung soo             | MBC Entertainment | 1,381,196     |

| #  | Canção                               | Artista       | Gravadora            | Vendas anuais |
| -- | ------------------------------------ | ------------- | -------------------- | ------------- |
| 1  | "Cheer Up"                           | Twice         | JYP Entertainment    | 1,839,566     |
| 2  | "Anywhere"                           | MC the Max    | 325 E&C              | 1,702,444     |
| 3  | "Rough"                              | GFriend       | Source Music         | 1,903,126     |
| 4  | "This Love"                          | Davichi       | Music&NEW            | 1,671,196     |
| 5  | "I Don't Love You"                   | Urban Zakapa  | MakeUs Entertainment | 1,613,745     |
| 6  | "You Are My Everything"              | Gummy         | Music&NEW            | 1,600,720     |
| 7  | "I Am You, You Are Me"               | Zico          | Seven Seasons        | 1,573,331     |
| 8  | "Making a New Ending for This Story" | Han Dong Geun | Pledis Entertainment | 1,321,706     |
| 9  | "The Love I Committed"               | Im Chang-jung | NH Media             | 1,261,063     |
| 10 | "Always"                             | Yoon Mi-rae   | Music&NEW            | 1,454,125     |

| #  | Canção                                 | Artista                 | Gravadora          | Vendas anuais |
| -- | -------------------------------------- | ----------------------- | ------------------ | ------------- |
| 1  | "I Will Go to You Like the First Snow" | Ailee                   | YMC Entertainment  | 2,488,341     |
| 2  | "Through the Night"                    | IU                      | LOEN Entertainment | 2,181,372     |
| 3  | "Like It"                              | Jong Shin Yoon          | CJ E&M             | 1,780,037     |
| 4  | "Shape of You"                         | Ed Sheeran              | Warner Records     | 1,936,653     |
| 5  | "You, Clouds, Rain"                    | Heize com Shin Yong Jae | CJ E&M             | 1,725,668     |
| 6  | "Tell Me You Love Me"                  | Bolbbalgan4             | Shofar Music       | 1,777,488     |
| 7  | "Palette"                              | IU com G-Dragon         | LOEN Entertainment | 1,817,177     |
| 8  | "Knock Knock"                          | Twice                   | JYP Entertainment  | 1,627,915     |
| 9  | "Last Goodbye"                         | Akdong Musician         | YG Entertainment   | 1,806,453     |
| 10 | "Really Really"                        | Winner                  | YG Entertainment   | 1,632,127     |

| #  | Canção                    | Artista         | Gravadora                | Pontos agregados |
| -- | ------------------------- | --------------- | ------------------------ | ---------------- |
| 1  | "Love Scenario"           | iKON            | YG Entertainment         | 1,232,928,610    |
| 2  | "Good Old Days"           | Jang Deok Cheol | Limez Entertainment      | 1,140,111,375    |
| 3  | "Every Day, Every Moment" | Paul Kim        | SM Entertainment         | 1,006,784,017    |
| 4  | "Bboom Bboom"             | Momoland        | MLD Entertainment        | 968,768,861      |
| 5  | "Ddu-Du Ddu-Du"           | Blackpink       | YG Entertainment         | 940,214,913      |
| 6  | "Pass By"                 | Nilo            | PurplePine Entertainment | 939,050,840      |
| 7  | "Gift"                    | MeloMance       | Heaven Company           | 915,842,576      |
| 8  | "Way Back Home"           | Shaun           | DCTOM Entertainment      | 877,004,722      |
| 9  | "Only Then"               | Roy Kim         | MMO Entertainment        | 870,444,304      |
| 10 | "Travel"                  | Bolbbalgan4     | Shofar Music             | 861,213,547      |

| #  | Canção                          | Artista        | Gravadora             | Pontos agregados |
| -- | ------------------------------- | -------------- | --------------------- | ---------------- |
| 1  | "2002"                          | Anne-Marie     | Warner Records        | 1,053,371,198    |
| 2  | "If There Was Practice in Love" | Lim Jae Hyun   | Kakao M               | 942,146,327      |
| 3  | "Every Day, Every Moment"       | Paul Kim       | SM Entertainment      | 934,028,405      |
| 4  | "The Day Was Beautiful"         | Kassy          | Nextar Entertainment  | 915,887,603      |
| 5  | "Boy with Luv"                  | BTS com Halsey | Big Hit Entertainment | 899,390,340      |
| 6  | "After You've Gone"             | MC the Max     | 325 Entertainment     | 893,285,031      |
| 7  | "Me After You"                  | Paul Kim       | MMO Entertainment     | 880,765,876      |
| 8  | "Gotta Go"                      | Chungha        | MNH Entertainment     | 857,703,141      |
| 9  | "Four Seasons"                  | Taeyeon        | SM Entertainment      | 842,426,105      |
| 10 | "For the Lovers Who Hesitate"   | Jannabi        | Peponi Music          | 829,369,708      |

| #  | Canção                              | Artista        | Gravadora                 | Pontos agregados |
| -- | ----------------------------------- | -------------- | ------------------------- | ---------------- |
| 1  | "Any Song"                          | Zico           | KOZ Entertainment         | 736,320,347      |
| 2  | "Meteor"                            | Changmo        | Stone Music Entertainment | 611,230,726      |
| 3  | "Your Shampoo Scent In The Flowers" | Jang Beom June | Stone Music Entertainment | 518,560,244      |
| 4  | "Blueming"                          | IU             | LOEN Entertainment        | 513,208,833      |
| 5  | "Psycho"                            | Red Velvet     | SM Entertainment          | 485,391,842      |
| 6  | "Aloha"                             | Jo Jung Suk    | Stone Music Entertainment | 467,653,763      |
| 7  | "Start Over"                        | Gaho           | Planetarium Records       | 460,466,682      |
| 8  | "Late Night"                        | NOEL           | Kakao M                   | 440,181,210      |
| 9  | "How Can I Love The Heartbreak"     | AKMU           | YG Entertainment          | 373,763,077      |
| 10 | "Eight"                             | IU             | LOEN Entertainment        | 361,871,418      |

| #  | Canção              | Artista                                    | Gravadora                       | Pontos agregados |
| -- | ------------------- | ------------------------------------------ | ------------------------------- | ---------------- |
| 1  | "Celebrity"         | IU                                         | Kakao M                         | 888,135,191      |
| 2  | "Rollin'"           | Brave Girls                                | Brave Entertainment             | 821,525,830      |
| 3  | "Dynamite"          | BTS                                        | Big Hit Entertainment           | 739,835,798      |
| 4  | "Lilac"             | IU                                         | Kakao M                         | 701,774,685      |
| 5  | "Next Level"        | Aespa                                      | SM Entertainment                | 694,838,658      |
| 6  | "Peaches"           | Justin Bieber feat. Daniel Caesar e Giveon | Def Jam                         | 683,556,478      |
| 7  | "Butter"            | BTS                                        | Big Hit Music                   | 629,846,528      |
| 8  | "Traffic Light"     | Lee Mu-jin                                 | Show Play                       | 616,721,997      |
| 9  | "Shiny Star (2020)" | KyoungSeo                                  | Dream Engine                    | 616,183,012      |
| 10 | "Foolish Love"      | M.O.M                                      | Munhwa Broadcasting Corporation | 558,981,702      |